# 秋広平六

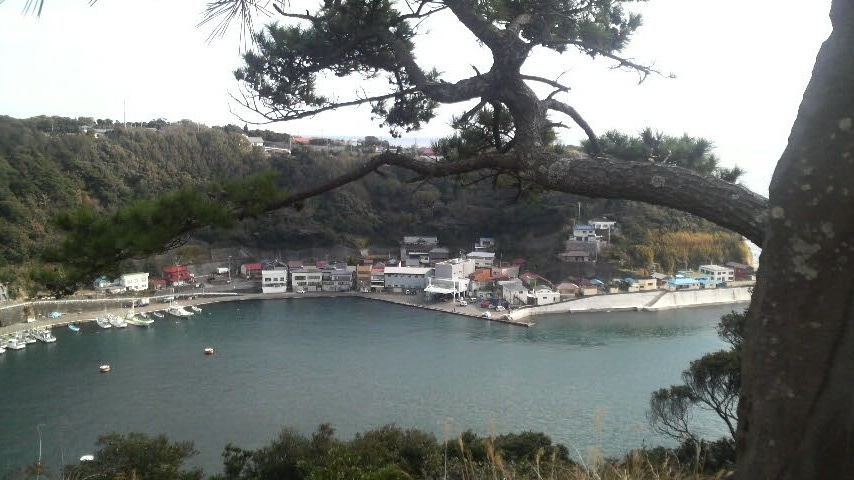
波浮の港見晴し台より波浮港を望む

秋廣 平六（あきひろ へいろく、宝暦7年（1757年） - 文化14年4月22日（1817年6月6日））は、江戸時代末期に東京都大島町（伊豆大島）の波浮港を掘削して開港した商人である。
上総国周准郡秋元村（現・千葉県君津市植畑）に生まれ、10歳の時に市宿村の秋広家の養子になり、22歳の時に禁令を破り村を出て、江戸大伝馬町の利兵衛店、庄次郎のところで木材や薪や炭の取引に従事したという。そして、天明元年（1781年）庄次郎と伊豆諸島の無人島探査願を幕府に申請し、伊豆諸島を廻ることができたと伝わる。そして、寛政2年（1790年）幕府の医官田村玄長の薬草調査のための案内人として伊豆大島に来島する。
寛政8年（1796年）、波浮港は浅く、満潮の時しか船の航行ができず不便をしいられた為、港の開削を幕府に建議し、寛政10年（1798年）5月に工事の見積を積算の代官に願書を出した。彼の強い意志と協力者たちの熱意により幕府は開削を許可した。寛政12年（1800年）3月に着工し、8月に竣工し、波浮港が現在の姿となった。風待ち港の港として栄え、大島発展の礎を築いた。
その後、平六は庄次郎と蝦夷地に渡航、木材商として活躍し、文化14年（1817年）に61歳で没した。墓（東京都旧跡指定）は波浮港にある。
昭和41年（1966年）、その功績により大島町名誉町民の称号を贈る。